# Mestizo
Mestizo (/mɛstizoʊ/; /mestiθo/, /mestiso/) là một thuật ngữ thường được sử dụng trong tiếng Tây Ban Nha ở Tây Ban Nha và tiếng khu vực nói tiếng Tây Ban Nha ở châu Mỹ có nghĩa là một người có kết hợp gốc châu Âu và người Mỹ bản địa, hay một ai đó được coi là một Castizo (cha hoặc mẹ người châu Âu và mẹ hoặc cha người Mestizo) không phân biệt nếu người đó được sinh ra tại Mexico hoặc bên ngoài của Mỹ Latinh. Thuật ngữ này được sử dụng như là một thể loại chủng tộc / chủng tộc trong hệ thống casta đó đã được sử dụng trong quá trình kiểm soát các thuộc địa Tân thế giới của đế quốc Tây Ban Nha.
Thuật ngữ mestizaje, dùng từ này có gốc mestizo hoặc "pha trộn", là từ tiếng Tây Ban Nha cho quá trình chung các chủng tộc pha trộn.